# Portugalia na Letnich Igrzyskach Olimpijskich 1912
Reprezentacja Portugalii na V Letnich Igrzyskach Olimpijskich w Sztokholmie liczyła sześciu sportowców, wyłącznie mężczyzn. Reprezentacja miała swoich przedstawicieli w trzech, spośród szesnastu dyscyplin sportowych. Chorążym reprezentacji był maratończyk Francisco Lázaro, dla którego były to jedyne igrzyska. Najmłodszym z reprezentantów był 18-letni sprinter António Stromp, a najstarszym 27-letni zapaśnik Joaquim Vital. Portugalczycy nie zdobyli na tych igrzyskach żadnych medali. Najlepszy wynik uzyskał Armando Cortesão, który dotarł do półfinału w biegu na 800 metrów.

## Tło startu
Narodowy Komitet Olimpijski Portugalii powstał w 1909 roku i w tym samym roku został zatwierdzony przez Międzynarodowy Komitet Olimpijski.
Start reprezentacji Portugalii na Letnich Igrzyskach Olimpijskich 1912 był jej pierwszym oficjalnym występem.

## Statystyki według dyscyplin
Spośród szesnastu dyscyplin sportowych, które Międzynarodowy Komitet Olimpijski włączył do kalendarza igrzysk, reprezentacja Portugalii wzięła udział w trzech. Najliczniejszą reprezentację Narodowy Komitet Olimpijski tegoż kraju wystawił w lekkoatletyce, w której Portugalia była reprezentowana przez trzech zawodników.
| Lp | Sport         | Mężczyźni | Kobiety | Łącznie |
| -- | ------------- | --------- | ------- | ------- |
| 1  | Lekkoatletyka | 3         | –       | 3       |
| 2  | Zapasy        | 2         | –       | 2       |
| 3  | Szermierka    | 1         | –       | 1       |

## Lekkoatletyka
W konkurencjach lekkoatletycznych wystartowało trzech reprezentantów Portugalii. Dwóch z nich wystartowało w dwóch konkurencjach.
Pierwszą konkurencją z udziałem Portugalczyków był bieg na 100 metrów. Startował w niej jeden reprezentant kraju – António Stromp. Eliminacje rozegrane zostały 6 lipca. Wystartował w piątym biegu eliminacyjnym, gdzie zajął ostatnie, trzecie miejsce i tym samym zakończył swój udział w tej konkurencji. Jego wynik pozostaje nieznany. Złoty medal zdobył reprezentant Amerykanin Ralph Craig.
Tego samego dnia wystartował drugi reprezentant Portugalii, Armando Cortesão. Wystartował on w biegu na 800 metrów. Wystartował w trzecim biegu eliminacyjnym, gdzie z nieznanym wynikiem zajął drugie miejsce, czym zapewnił sobie awans do fazy półfinałowej. Następnego dnia rozegrano dwa półfinały. Wynik Cortesão nie jest znany, podobnie jak jego pozycja. Wiemy jedynie, że nie uplasował się w pierwszej piątce, co oznacza jego odpadnięcie z dalszej rywalizacji. W finale zwyciężył reprezentant USA Ted Meredith, który czasem 1:51,90 ustanowił nowy rekord świata.
10 lipca rozpoczęto rywalizacje na dystansie 200 metrów. Reprezentantem Portugalii w tej konkurencji był Stromp. Uzyskał on identyczny wynik jak na dystansie 100 metrów. Tutaj także zajął trzecie miejsce w swoim biegu i odpadł w fazie eliminacyjnej. Również zwycięzca okazał się tym samym, co na dystansie 100 metrów – drugie złoto zdobył Craig.
12 lipca rozpoczęto zmagania na najdłuższym z dystansów sprinterskich – 400 metrów. Była to druga konkurencja, w której wystartował Cortesão. W przeciwieństwie do startu na 800 metrów nie przeszedł fazy eliminacyjnej – zajął trzecie miejsce w biegu nr 3 i odpadł z dalszej rywalizacji. Zwyciężył Amerykanin Charles Reidpath.
Ostatnią konkurencją lekkoatletyczną z udziałem Portugalczyków był, rozegrany 14 lipca, bieg maratoński. Wystartował w nim jeden reprezentant kraju, Francisco Lázaro. Aby uniknąć poparzeń słonecznych, Lázaro wysmarował swoje ciało woskiem. Jednak zablokowało to możliwość pocenia się i zaburzyło jego równowagę wodno-elektrolitową. Na trzydziestym kilometrze Portugalczyk upadł po raz trzeci i stracił przytomność. Został przewieziony do szpitala, gdzie następnego dnia zmarł. Lázaro był pierwszym sportowcem, który zmarł podczas nowożytnej imprezy olimpijskiej.
| Zawodnik         | Konkurencja | Eliminacje | Eliminacje         | Półfinał | Półfinał          | Finał | Finał   |
| ---------------- | ----------- | ---------- | ------------------ | -------- | ----------------- | ----- | ------- |
| Zawodnik         | Konkurencja | Czas       | Miejsce            | Czas     | Miejsce           | Czas  | Miejsce |
| António Stromp   | 100 m       | nn         | 3. w swoim biegu   | NQ       | NQ                | NQ    | NQ      |
| António Stromp   | 200 m       | nn         | 3. w swoim biegu   | NQ       | NQ                | NQ    | NQ      |
| Armando Cortesão | 400 m       | nn         | 3. w swoim biegu   | NQ       | NQ                | NQ    | NQ      |
| Armando Cortesão | 800 m       | nn         | 2. w swoim biegu Q | nn       | 6-9 w swoim biegu | NQ    | NQ      |
| Francisco Lázaro | Maraton     | —          | —                  | —        | —                 | –     | DNF     |

## Szermierka
W szermierce wystartował jeden portugalski zawodnik. Był nim Fernando Correia startujący w indywidualnym turnieju szpadzistów. Był to jego pierwszy występ na igrzyskach. Startował na polu C, gdzie jego przeciwnikami byli zawodnicy z Grecji, Belgii, Norwegii, Austrii, Rosji i Czech. Ostatecznie Correia został zdyskwalifikowany, co zakończyło jego udział w igrzyskach. Zwycięzcą turnieju został Belg Paul Anspach.
| Konkurencja | Zawodnik         | Eliminacje                                                   | Eliminacje      | Ćwierćfinał | Ćwierćfinał     | Półfinał    | Półfinał        | Finał       | Finał           |
| ----------- | ---------------- | ------------------------------------------------------------ | --------------- | ----------- | --------------- | ----------- | --------------- | ----------- | --------------- |
| Konkurencja | Zawodnik         | Przeciwnicy                                                  | Przegrane walki | Przeciwnicy | Przegrane walki | Przeciwnicy | Przegrane walki | Przeciwnicy | Przegrane walki |
| Szpada      | Fernando Correia | K. Kodzias L. Tom A. Griez H. Bergsland W. Kajzer V. Tvrzský | DQ              | NQ          | NQ              | NQ          | NQ              | NQ          | NQ              |

## Zapasy
W konkurencjach zapaśniczych wystartowało dwóch Portugalczyków. António Pereira wystartował w wadze piórkowej, a Joaquim Vital w wadze średniej. Wszystkie konkurencje zapaśnicze rozgrywane były na zasadzie "podwójnej eliminacji", tzn. zawodnik odpadał z rywalizacji po swojej drugiej przegranej.
Pereira w swojej pierwszej walce zmierzył się z reprezentantem Finlandii Lauri Haapanenem. Cała walka trwała jedyne dwie minuty i zakończyła się przegraną Portugalczyka. Kolejnym rywalem Pereiry był Brytyjczyk George MacKenzie. Anglik przegrał walkowerem, co pozwoliło Portugalczykowi utrzymać się w turnieju. Kolejnym rywalem był reprezentant gospodarzy Carl-Georg Andersson. Walka zakończyła się porażką Pereiry, czego skutkiem było zakończenie rywalizacji dla Portugalczyka. Złoto zdobył Fin Kaarlo Koskelo.
Vital w swojej pierwszej walce zmierzył się z reprezentantem Włoch Zavirre Carcererim. Pojedynek zakończył się niepowodzeniem Portugalczyka. Kolejną walkę z Francuzem Adrienem Barrierem wygrał (walkower), lecz w trzeciej rundzie poniósł porażkę z Finem Alfredem Asikainenem, co było jego drugą porażką i ostatecznie wyeliminowało go z turnieju. Złoto zdobył Szwed Claes Johansson.
| Konkurencja                      | Zawodnik        | Runda I                    | Runda II                      | Runda III                     | Runda IV | Runda V | Runda VI | Runda VII | Finał  |
| -------------------------------- | --------------- | -------------------------- | ----------------------------- | ----------------------------- | -------- | ------- | -------- | --------- | ------ |
| Konkurencja                      | Zawodnik        | Rywal                      | Rywal                         | Rywal                         | Rywal    | Rywal   | Rywal    | Rywal     | Rywale |
| Waga piórkowa w stylu klasycznym | António Pereira | Lauri Haapanen P (rzut)    | George MacKenzie W (walkower) | Carl-Georg Andersson P (rzut) | NQ       | NQ      | NQ       | NQ        | NQ     |
| Waga średnia w stylu klasycznym  | Joaquim Vital   | Zavirre Carcereri P (rzut) | Adrien Barrier W (walkower)   | Alfred Asikainen P (rzut)     | NQ       | NQ      | NQ       | NQ        | NQ     |